# Kopparfors

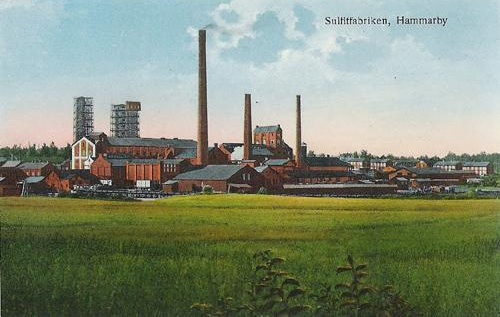
Hammarby sulfitfabrik i Gästrike-Hammarby omkring år 1900.

Kopparfors AB var ett svenskt skogsindustriföretag i Ockelbo. Verksamheten bestod i slutet av 1970-talet av sågverk och sulfatfabrik i Norrsundet (tillverkning av helblekt cellulosa och specialmassor för elektriskt papper), magnefitfabrik (oblekt cellulosa) i Gästrike-Hammarby samt kartongfabrik i Fors (blekt, vit falskartong). Företagets omsättning uppgick 1975/76 till drygt 900 miljoner kr och antalet anställda var drygt 2400.

## Historia
Kopparfors, som var börsnoterat 1912-76, grundades 1854 under namnet Kopparbergs och Hofors Sågverksbolag (aktiebolag 1855, och Kopparfors AB från 1937). Bakgrunden var att Hofors bruksägare och Stora Kopparbergs Bergslag ville säkra tillgången på skog för sina bruk. 
Bolagsordningen för Kopparbergs och Hofors Sågverksbolag antogs 20 november 1854. Stiftare var förutom Stora Kopparberg och Hofors bruksägare också herrarna W. Nisser, S.C. Nisser, C.A. Lundqvist, J.H. Munktell och C. Geijer. Det nystartade bolaget köpte in skog, avverkningsrätter och andelar i sågverk. De första sågverken var vattendrivna, men 1861 anlades en ångsåg vid Stora Näs i Vika socken. År 1874 inköptes Carlsfors Sågverks AB:s sågverk.
Även viss järnhantering kom att ingå i verksamhet från 1878 i och med att Dådrans bruk med skogar i Rättviks socken förvärvades. År 1880 inköptes Svabensverks bruk i Alfta socken med skogar i Gävleborgs och Kopparbergs län. Järnhanteringen vid Svabensverk bruk hade dock avslutats redan 1877 och det var endast i syfte att utöka sitt skogsinnehav som Kopparbergs och Hofors Sågverks inköpte detta. Förvärvet av Ockelboverken 1887 innebar emellertid att järnhanteringen på allvar blev en betydande del av bolagets rörelse. Ockelboverken bestod av flera olika bruk, av vilka vid övertagandet Åmot, Vi, Jädraås och Brattfors var i drift. Järnbruksrörelsen avvecklades dock successivt, de sista delarna på 1940-talet. 
De stora skogsarealer i Hälsingland och Gästrikland som tillkom med Ockelboverken gjorde att bolagets huvudintressen överflyttades från Kopparbergs län till Gävleborgs län. För att underlätta transporten mellan bolagets olika bruk och skogsdomäner anlades Dala-Ockelbo-Norrsundets järnväg (DONJ). Den 86 km långa järnvägen, som sträckte sig mellan Linghed i Dalarna och Norrsundet i Gästrikland, var färdigbyggd 1897. I Norrsundet, där Ockelboverken sedan tidigare haft lastageplats, inköptes 1889 en ångsåg. Denna ersattes två år senare av en ny.
Wallenbergsfären blev huvudägare i bolaget 1906, och samma år förvärvades Storviks Sulfit AB med en sulfitfabrik i Gästrike-Hammarby. I Norrsundet byggdes verksamheten ut med en sulfatfabrik 1922. Östanfors sulfitfabrik i Fors, som förvärvades 1946, byggdes om 1950-52 till kartongfabrik. Dessa tre anläggningar kom sedan att byggas ut successivt. Sulfitfabriken i Gästrike-Hammarby lades dock ned 1982 och en ny fabrik för plastbeläggning av kartong uppfördes i dess ställe.
Kopparfors skogsinnehav utökades under åren bland annat genom inköp av Brossfors AB 1937 (skogar i Leksands socken), Bollnäs Skogs AB 1966 (skogar i södra Hälsingland), Kilafors Jernverks AB 1969 (skogar i södra Hälsingland) och Suraskog AB 1975 (tidigare Surahammars Bruks och Kohlswa Jernverks skogar i Västmanland). 
År 1977 blev Kopparfors ett helägt dotterbolag till AB Papyrus. I samband med omorganiseringar inom Papyrus införlivades Kopparfors 1987 slutligen med Stora-koncernen (som hörde till samma sfär som Papyrus) och upphörde därmed som självständigt bolag. Kvar i Stora Ensos ägo fanns 2011 endast Fors kartongfabrik. Hammarby bruk lades ned 2006 och sulfatfabriken och sågverket i Norrsundet lades ned 2008 respektive 2011.

## Företagsnamnet återuppstår
År 2018 återuppstod företagsnamnet Kopparfors vid uppdelningen av Bergvik skog och motsvarade 15 % av Bergvik skogs tidigare innehav. Det nya skogsbolaget är helägt av familjen Wallenberg genom förvaltningsbolaget FAM AB. Skogsmarken tillhörde innan bildandet av Bergvik skog av StoraEnso och består av 285 000 hektar,  varav 230 000 hektar är produktiv skogsmark. VD vid bildandet blev Lars-Erik Wigert, tidigare skogschef på Bergvik Skog. 
Bolagets huvudkontor ligger i Falun. Den största delen av skogsinnehavet ligger mellan Falun, Bollnäs och Söderhamn. Större sammanhängande innehav ligger även i nordligaste Värmland norr om Sysslebäck, i närheten av Los samt runt Hennans norra del vid orten Ramsjö. Spridda delar finns i södra Dalarna centrerade kring Smedjebacken.